# Impora
Impora ist eine Ortschaft im Departamento Chuquisaca im südamerikanischen Anden-Staat Bolivien.

## Lage im Nahraum
Impora ist zentraler Ort des Kanton Impora im Municipio Las Carreras in der Provinz Sud Cinti. Impora liegt auf einer Höhe von 2602 m in einem Talkessel am Río Papa Chajra, der acht Kilometer östlich von Impora bei Socpora in den Río San Juan del Oro mündet. Direkt westlich von Impora erhebt sich mit 2.700 m Höhe ein Ausläufer des Höhenzuges der Cordillera de Mochara, die in ihren zentralen Bereichen bis auf 4.500 m ansteigt.

## Geographie
Impora liegt im südlichen Teil des bolivianischen Altiplano am Nordostrand der Cordillera de Lípez. Das Klima ist semi-arid, die ausgeprägte Trockenzeit dauert über mehr als die Hälfte des Jahres an.
Die mittlere Durchschnittstemperatur der Region liegt bei etwa 18 °C (siehe Klimadiagramm Las Carreras) und schwankt im Jahresverlauf zwischen knapp 14 °C im Juni/Juli und 21 °C im Januar. Der Jahresniederschlag beträgt kaum mehr als 400 mm, wobei die monatlichen Niederschläge in der Trockenzeit bei unter 20 mm liegen und nur im Südwinter Werte von knapp 100 mm erreichen.

## Verkehrsnetz
Impora liegt in einer Entfernung von 435 Straßenkilometern südlich von Sucre, der Hauptstadt des Departamentos, und 85 Kilometer nordwestlich von Tarija, der Hauptstadt des benachbarten Departamentos.
Durch Impora verläuft die 81 Kilometer lange unbefestigte Nationalstraße Ruta 20, die von Las Carreras an der Ruta 1 im Osten nach Hornillos an der Ruta 14 im Westen führt.
Die Ruta 1 durchquert die gesamte bolivianische Hochgebirgsregion von Norden nach Süden und führt von der peruanischen Grenze am Titicacasee über El Alto, Oruro, Potosí, Camargo, Las Carreras und Tarija nach Bermejo an der argentinischen Grenze im Süden.
Die Ruta 14 zweigt südlich der Stadt Potosí bei Cuchu Ingenio von der Ruta 1 ab und verläuft weiter westlich parallel zu dieser, sie führt über Cotagaita, Hornillos und Tupiza nach Villazón an der argentinischen Grenze und erschließt den Südwesten des Departamento Potosí.

## Bevölkerung
Die Einwohnerzahl von Impora ist in den vergangenen beiden Jahrzehnten auf etwa das Doppelte angestiegen:
| Jahr | Einwohner | Quelle       |
| ---- | --------- | ------------ |
| 1992 | 84        | Volkszählung |
| 2001 | 186       | Volkszählung |
| 2012 | 159       | Volkszählung |
| 2024 |           | Volkszählung |

In der Region lebt noch ein nennenswerter Anteil indigener Bevölkerung, im Municipio Las Carreras sprechen 15,4 Prozent der Einwohner Quechua.